# 道の駅四季の郷公園
道の駅四季の郷公園（みちのえき しきのさとこうえん）は、和歌山県和歌山市明王寺にある市道東山東118号線の道の駅である。愛称は公園管理を行っている事業者の名称であるFOOD HUNTER PARK（フードハンターパーク）となっている。
和歌山市内では初めてとなる道の駅で、1991年に開業した四季の郷公園の一部をリニューアル、道の駅として2020年7月18日にグランドオープンした。2022年4月2日に公園全体の大規模改修工事を終え、新たな四季の郷公園としてグランドオープンした。グランドオープン翌日の3日には日本テレビ系列番組「世界の果てまでイッテQ!」に取り上げられた。

## 概要
PPP（官民パートナーシップ - Public private partnership）手法の1つであるDBO（Design build operate）方式を和歌山市で初めて採用した。
公園（道の駅を含む）管理運営を行う事業者は、9社が組織した組合の有限責任事業組合 FOOD HUNTER PARKである。組合を組織する9社には設計、デザイン、建設、広告、旅行、食品など様々な事業分野の会社で構成されており、計画から運営までを組合が一貫して関与している。

## 施設
- 駐車場 54台
  - 小型車 46台
  - 大型車 5台
  - 身障者用 3台
- トイレ 14器
- 農産物直売所（水の市場）[1][3][4]
- 地域食材レストラン（火の食堂）[1][3][4]
- バーベキューエリア（炎の囲炉裏）
- 緑地エリア（木の庭）
- 体験農園（土の農園）
- 情報コーナー
- ベビーコーナー
- 公園（農業振興施設、果樹園、ドッグパーク、遊具など）
- 貯水タンク

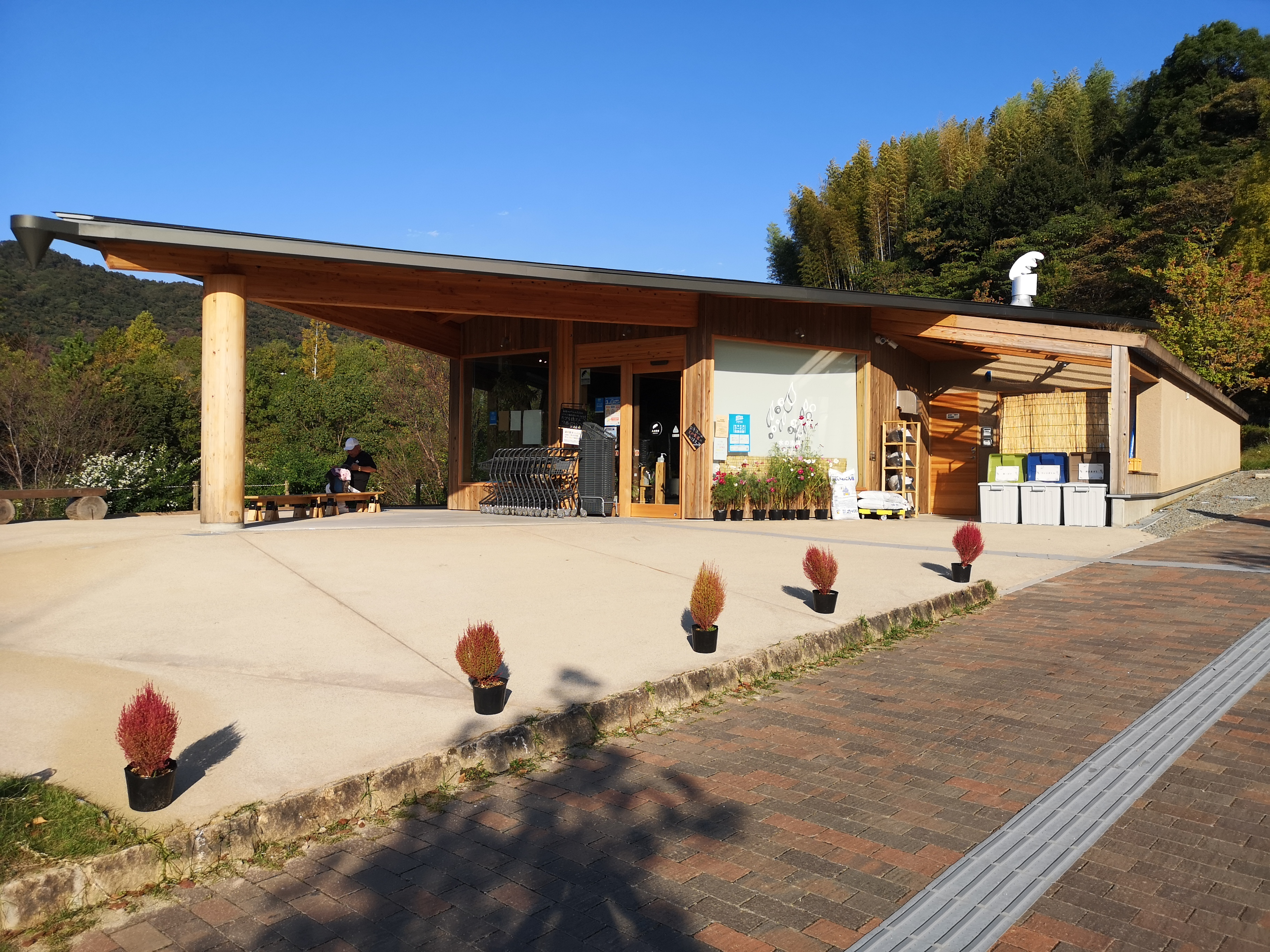
水の市場
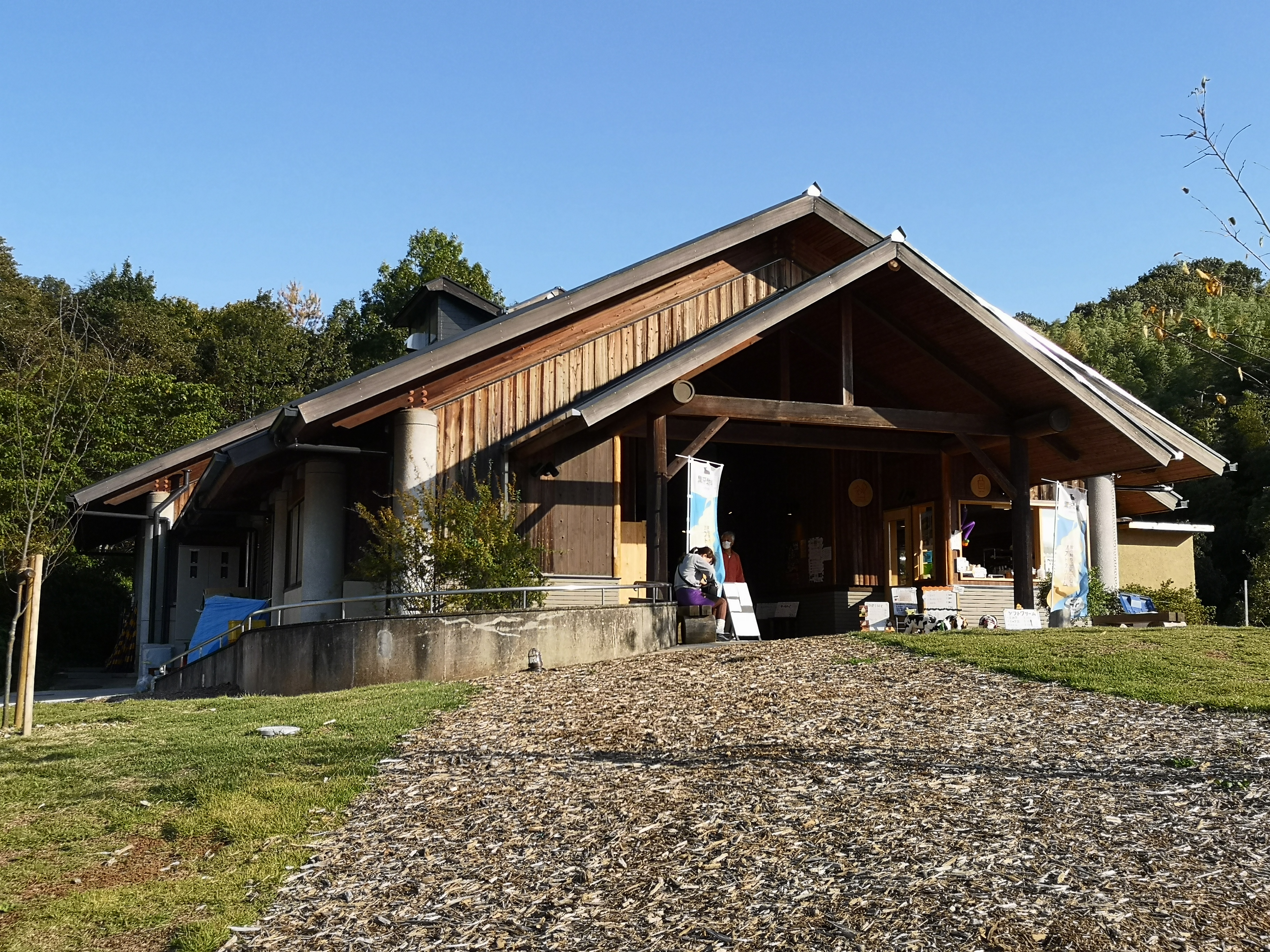
火の食堂
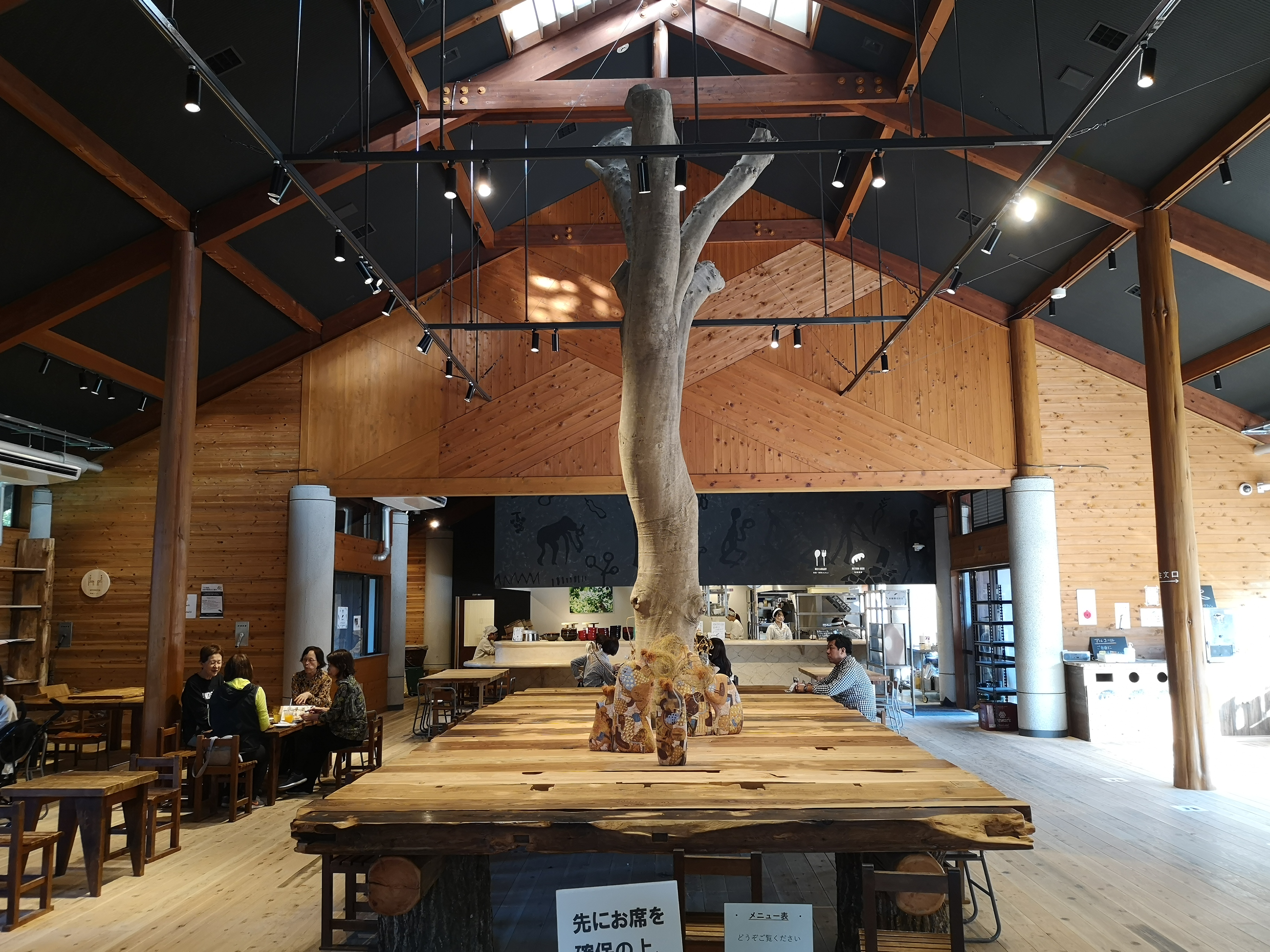
火の食堂 カフェスペース

## アクセス
- 和歌山市道東山東118号線 - 登録路線
  - E42 阪和自動車道 和歌山ICより約15分[1]、和歌山南スマートICより約5分[1][4]。
  - 和歌山電鐵貴志川線 伊太祈曽駅下車 徒歩約20分[10]。